# Insomnium
Insomnium är ett finländskt melodisk death metal-band från Joensuu som grundades 1997. Bandets första studioalbum, In the Halls of Awaiting, släpptes av Candlelight Records 2002 och senaste albumet Shadows of the Dying Sun gavs ut  i april 2014 på Century Media. Insomniums lyrik behandlar ämnen som mörker, sorg, förlust, smärta, natur och mysticism.

## Bandmedlemmar
Nuvarande medlemmar
- Niilo Sevänen – sång, bas (1997– )
- Ville Friman – bakgrundssång, gitarr (1997– ), sång (2011– )
- Markus Hirvonen – trummor (1997– )
- Markus Vanhala – gitarr (2011– )
- Jani Liimatainen – gitarr, sång (2019– )

Tidigare medlemmar
- Tapani Pesonen – trummor (1997–1998)
- Timo Partanen – gitarr (1998–2001)
- Ville Vänni – gitarr (2001–2011)

Turnerande musiker
- Aleksi Munter – keyboard
- Tuomas Jäppinen – gitarr (2011)
- Mike Bear – basgitarr, sång (2015)
- Nick Cordle – gitarr (2015)
- Kari Olli – gitarr, sång (2015)

## Diskografi
Demo
- Demo 1999 (1999)
- Underneath the Moonlit Waves (2000)

Studioalbum
- In the Halls of Awaiting (2002)
- Since the Day It All Came Down (2004)
- Above the Weeping World (2006)
- Across the Dark (2009)
- One for Sorrow (2011)
- Shadows of the Dying Sun (2014)
- Winter's Gate (2016)
- Heart Like A Grave (2019)

Singlar
- "Weather the Storm" (2011)
- "While We Sleep" (2014)

EP
- Where the Last Wave Broke (2009)
- Ephemeral (2013)

Samlingsalbum
- The Candlelight Years (2014)

Annat
- "Out to the Sea" / "Skyline" (2015) (delad 7" vinyl singel:  Insomnium / Omnium Gatherum)